# 馬安省
馬安省（阿拉伯语：‎）是約旦南部的一個省份，東、南鄰沙烏地阿拉伯。面積32,832平方公里，2004年人口103,915人。首府馬安。下分5區。蒙特利尔城堡位于此地。
30°11′42″N 35°44′03″E / 30.195°N 35.73417°E
1. ↑  . hdi.globaldatalab.org.   [2018-09-13]. （原始内容存档于2018-09-23） （英语）.